# 10 000 mètres masculin aux championnats du monde d'athlétisme 1997
Navigation
Göteborg 1995 Séville 1999
L'épreuve du 10 000 mètres masculin des championnats du monde d'athlétisme 1997 s'est déroulée les 3 et 6 août 1997 au Stade olympique d'Athènes, en Grèce. Elle est remportée par l'Éthiopien Haile Gebrselassie.

## Résultats

### Finale
| Rang               | Athlète            | Pays           | Temps           | Notes |
| ------------------ | ------------------ | -------------- | --------------- | ----- |
| Médaille d'or      | Haile Gebrselassie | Éthiopie       | 27 min 24 s 58  |       |
| Médaille d'argent  | Paul Tergat        | Kenya          | 27 min 25 s 62  | SB    |
| Médaille de bronze | Salah Hissou       | Maroc          | 27 min 28 s 67  | SB    |
| 4                  | Paul Koech         | Kenya          | 27 min 30 s 39  | SB    |
| 5                  | Assefa Mezgebu     | Éthiopie       | 27 min 32 s 48  |       |
| 6                  | Domingos Castro    | Portugal       | 27 min 36 s 52  |       |
| 7                  | Habte Jifar        | Éthiopie       | 28 min 00 s 29  |       |
| 8                  | Julio Rey          | Espagne        | 28 min 07 s 06  |       |
| 9                  | Stefano Baldini    | Italie         | 28 min 11 s 97  |       |
| 10                 | Darren Wilson      | Australie      | 28 min 20 s 16  |       |
| 11                 | Kamiel Maase       | Pays-Bas       | 28 min 23 s 30  |       |
| 12                 | Dominic Kirui      | Kenya          | 28 min 28 s 13  |       |
| 13                 | Abderrahim Zitouna | Maroc          | 28 min 29. s 09 |       |
| 14                 | Hendrick Ramaala   | Afrique du Sud | 28 min 33 s 48  |       |
| 15                 | Tendai Chimusasa   | Zimbabwe       | 28 min 55 s 29  |       |
| 16                 | Carsten Eich       | Allemagne      | 28 min 59 s 34  |       |
| 17                 | Said Berioui       | Maroc          | 29 min 22 s 05  |       |
| 18                 | José Ramos         | Portugal       | 29 min 49 s 00  |       |
| —                  | Toshinari Takaoka  | Japon          | DNS             |       |
| —                  | Mohammed Mourhit   | Belgique       | DNS             |       |

## Légende
Records et Performances
- AR : Record continental (area record)
- CR : Record des championnats (championship record)
- MR : Record du meeting (meet record)
- NR : Record national (national record)
- OR : Record olympique (olympic record)
- PR : Record paralympique (paralympic record)
- PB : Record personnel (personal best)
- SB : Meilleure performance personnelle de la saison (season's best)
- WL : Meilleure performance mondiale de l'année (world leader)
- WJR : Record du monde junior (world junior record)
- WR : Record du monde (world record)

Circonstances et Conditions
- DNF : N'a pas terminé (did not finish)
- DNS : N'a pas pris le départ (did not start)
- DQ : Disqualification (disqualification)
- NM : Aucun essai valable enregistré (No Mark)
- Q : Qualifié « directement » au prochain tour (ou à la prochaine compétition), lors d'une compétition majeure, grâce au classement ou à la réalisation des minima (automatic qualifier)
- q : Qualifié au prochain tour (ou à la prochaine compétition), lors d'une compétition majeure, grâce au repêchage ou à la réalisation de l'une des meilleures performances parmi celles des « non qualifiés directement » (grâce au meilleur temps ou à la meilleure distance par exemple) (secondary qualifier)